# Букилаши (Прахова)
Букилаши (рум. Buchilași) насеље је у Румунији у округу Прахова у општини Рафов. Oпштина се налази на надморској висини од 101 m.

## Становништво
Према подацима из 2002. године у насељу је живело 149 становника, од којих су сви румунске националности.